# Centaurea pomeliana
Centaurea pomeliana — вид квіткових рослин родини айстрових (Asteraceae). Ареал: Алжир, Марокко, Іспанія (Валенсія).

## Середовище
Населяє степи.

## Морфологічна характеристика
Це напівкущик 10–30 см заввишки. Прикореневі листки в розетці, до 10 см, перистороздільні, сегменти ланцетно-лінійні, стеблові листки сидячі, цілісні, запушені. Квіткові голови поодинокі й кінцеві. Квіточки рожеві. Період цвітіння: весна.